# ليدن (بيدفوردشير)
ليدن (بالإنجليزية: Leedon)‏ هي قرية تقع في المملكة المتحدة في شرق انجلترا.